# Ugo Novelli
Ugo Novelli (Campi Bisenzio, 6 maggio 1912 – Firenze, 14 gennaio 1968) è stato un basso italiano.

## Biografia
Iniziò a studiare canto sotto la spinta del padre, appassionato di musica lirica, prima presso maestri privati e poi alla scuola del Teatro Comunale di Firenze.
Il suo debutto avvenne nel 1936 con Lucia di Lammermoor con la compagnia del "Carro di Tespi", e nel 1937 vinse il Concorso Nazionale del Teatro Comunale di Firenze. La sua carriera si svolse fino al 1962 attraverso i più prestigiosi teatri italiani come La Scala di Milano, il Comunale di Firenze, il Petruzzelli di Bari, il San Carlo di Napoli, l'Opera di Roma e anche all'estero, in Spagna, Germania, Paesi Bassi, Gran Bretagna, Francia, Belgio, Malta, Stati Uniti e Canada.
Il suo repertorio comprese sia il melodramma classico italiano (Lucia di Lammermoor, La bohème, Il barbiere di Siviglia, Madama Butterfly, Aida, La forza del destino, Il trovatore, Rigoletto, Ernani, Mefistofele di Arrigo Boito, La fanciulla del West) che straniero (Carmen, Faust, Mefistofele di Charles Gounod, Guerra e pace di Prokoviev). Nella sua carriera vi furono anche due "prime" assolute: Assassinio nella cattedrale di Ildebrando Pizzetti e Il buon soldato Svejk di Guido Turchi, oltre alla partecipazione alla stagione televisiva Rai del 1960 con Francesca da Rimini di Riccardo Zandonai.
La sua carriera si concluse con un concerto a Modena nel 1962; successivamente, Ugo Novelli si dedicò all'insegnamento del canto fino alla sua improvvisa scomparsa, avvenuta a Firenze il 14 gennaio 1968.
| Controllo di autorità | VIAF (EN) 2658604 · ISNI (EN) 0000 0000 5513 0647 · LCCN (EN) n2003085104 · GND (DE) 135187656 · BNE (ES) XX5624837 (data) · BNF (FR) cb13924353x (data) · J9U (EN, HE) 987011016878205171 |